# 道の駅モンデウス飛騨位山

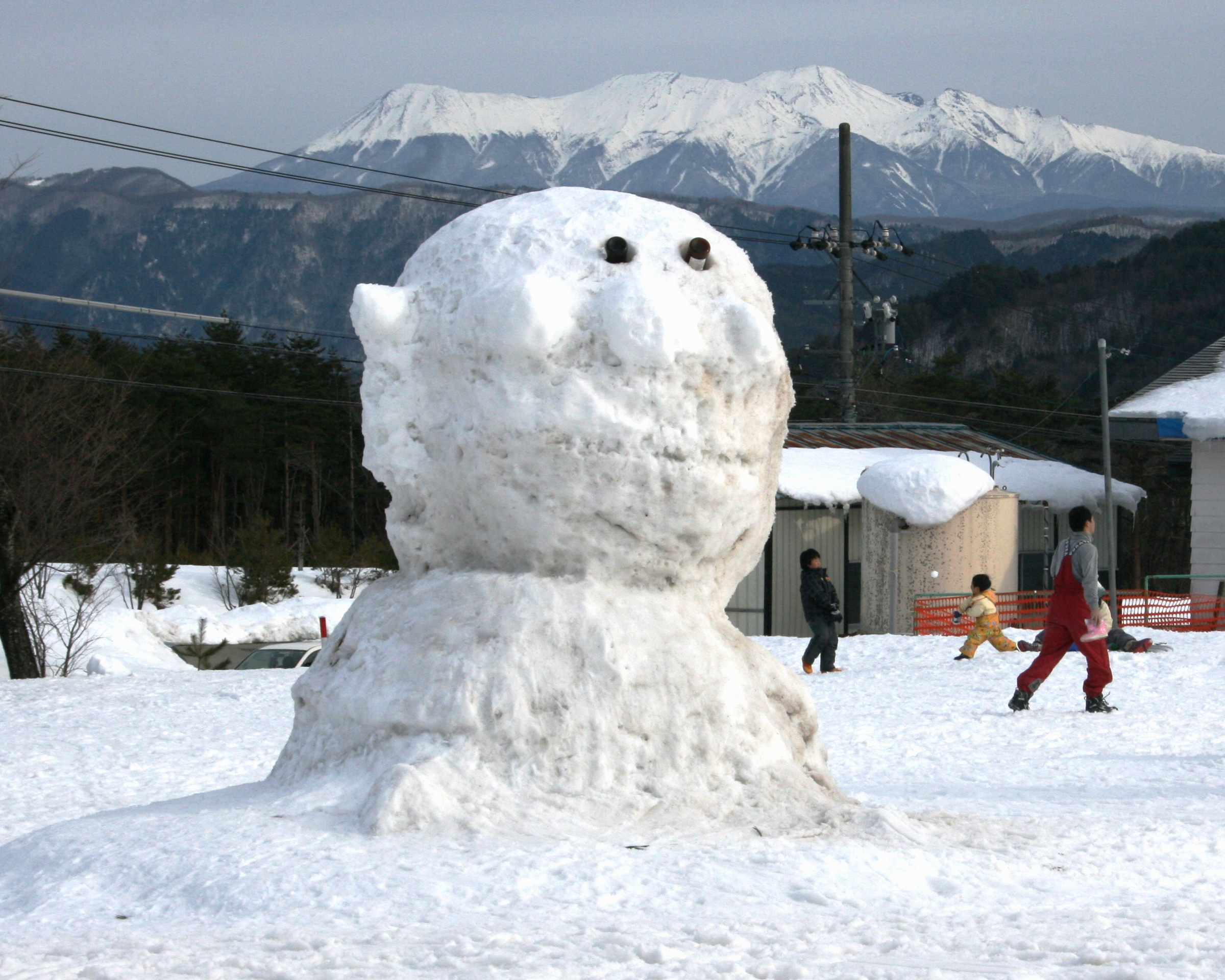
ゲレンデからは御嶽山が望める

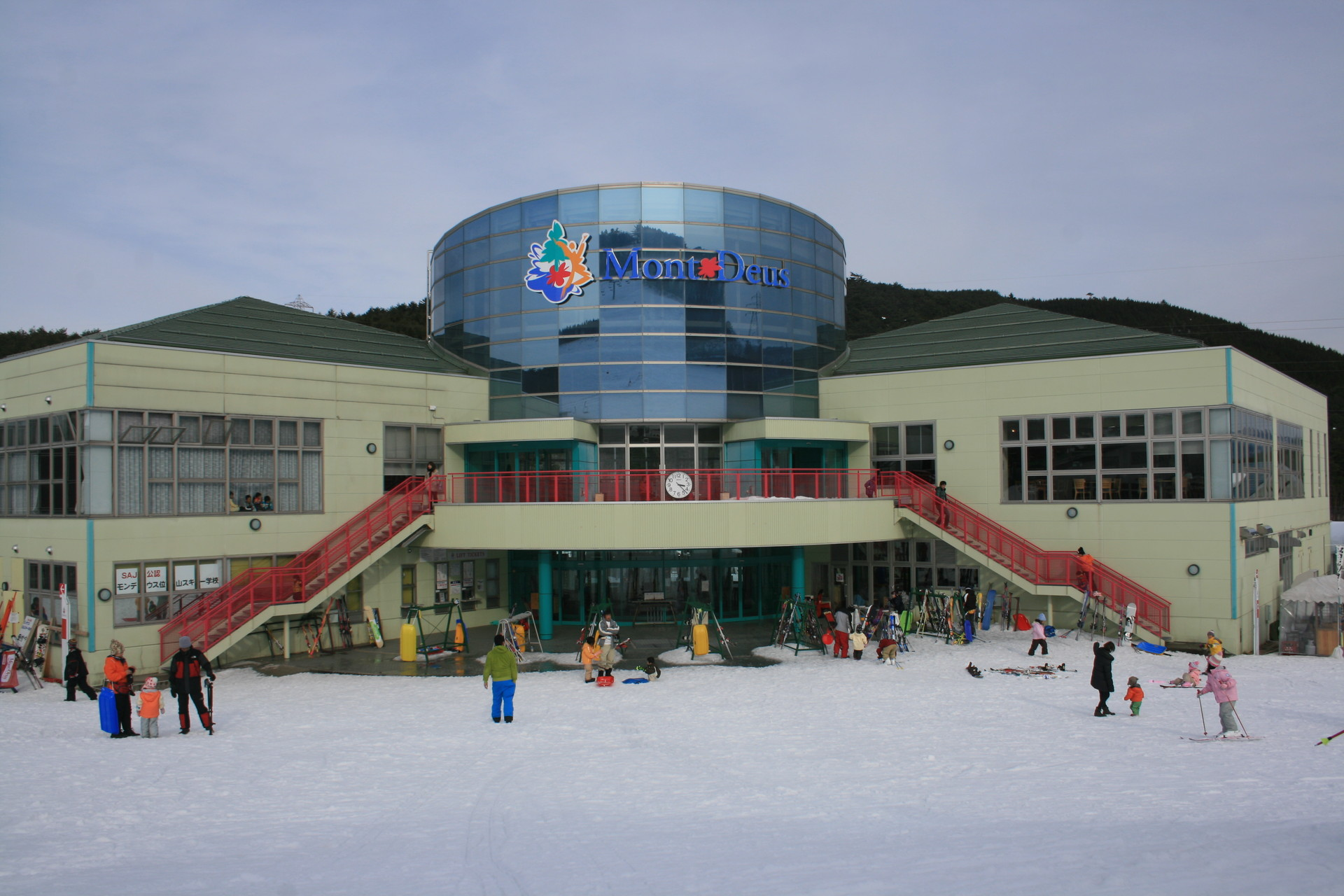
冬にはモンデウス飛騨位山スノーパークの施設と兼ねる

道の駅モンデウス飛騨位山（みちのえき モンデウス ひだ くらいやま）は、岐阜県高山市一之宮町にある岐阜県道98号宮萩原線の道の駅である。
冬季は、高山市営のスキー場モンデウスパークが開設される。

## 沿革
- 1968年（昭和43年） - 大野郡宮村（当時）に位山観光開発株式会社が運営主体となる「位山国際スキー場」（くらいやまこくさいスキーじょう）としてオープンした[4]。
- 1995年（平成7年）4月1日に、位山観光開発が宮村にスキー場を譲渡[5]し、村営のスキー場として「モンデウス飛騨位山スノーパーク」に名称を変更した[5]。
- 2023年4月1日 - 高山市営となり、高山市位山交流広場（愛称:モンデウスパーク）「高山市民スキー場」として営業開始[6]。

## 施設

### 道の駅
- 駐車場
  - 普通車：300台[2]
  - 大型車：30台[2]
  - 身障者用：10台[2]
- トイレ（いずれも24時間利用可能）
  - 男：大 5器、小 10器
  - 女：10器
  - 身障者用：1器
- センターハウス
  - お土産・特産品コーナー（9:00 - 17:00）[2]
  - 喫茶店 さくらりあ（レストラン、9:00 - 17:00）[2][7]

### スキー場
スキー場のゲレンデは、位山の東斜面に位置している。
- 所在地：道の駅と同じ
- 営業時間：平日 8:30 - 16:00[7]、土日祝日 8:00 - 16:30[7]
- コース数：4
  - ファミリアバーン（初級者向け）[7]
  - パノラマバーン（2コース、中級者向け）[7]
  - バンビーノ広場（子ども・家族向け）[7]
- 標高（標高差）：1,200 - 900 m（300 m）[7]
- 最長滑走距離：1,700 m[7]
- 最大斜度：24°[7]
- リフト数：3
  - クワッドリフト：1[7]
  - ペアリフト：1[7]
  - その他：ゲレンデエスカレーターバンビーノ（動く歩道）[7]
- 休憩所：センターハウス 2階（8:00 - 17:00）[2][7]

### 管理団体
- 設置者：高山市
- 指定管理者：一般財団法人位山ふれあいの里（道の駅・スキー場とも運営）[8]

## 休館日
- 毎週水曜日（祝日の場合は翌日、冬季は無休）[2]

## アクセス
- 岐阜県道98号宮萩原線 - 登録路線
- 中部縦貫自動車道（高山清見道路） 高山ICより約30分[7]。
- 東海旅客鉄道（JR東海）高山本線
  - 飛騨一ノ宮駅より無料送迎バスで約10分（冬季のみ、乗車には予約が必要）[7]。
  - 高山駅より無料送迎バスで約20分（冬季のみ、乗車には予約が必要）[7]。

## 周辺
- ひだ舟山スノーリゾートアルコピア[3] - 車で約15分の場所に位置している[3]。2022年度（令和4年度）シーズンの営業をもって廃止された[9]（2023年3月12日廃止[10]）